# Extrato (conta bancária)

Exemplo de um extrato bancário

Extrato ou extracto é um relatório contendo informações sobre a movimentação e o saldo de uma conta bancária. É o documento que ajuda a controlar a conta corrente. Através dele, você pode obter todas as informações sobre as movimentações ocorridas em sua conta bancária num determinado período. Existem muitas vias para chegar ao extrato bancário: você pode retirá-lo diretamente na agência, num caixa eletrônico ou mesmo na internet. Esta última modalidade é mais prática, pois não envolve obrigatoriamente a impressão em papel, e pode ser feita com qualquer frequência.
Um extrato bancário tem sempre uma data início e uma data final para o relatório de movimentação de conta corrente. Se este período corresponder ao início e fim de um mês, o saldo inicial deve ser igual ao saldo final do mês anterior. O conteúdo principal do extrato bancário são os depósitos e retiradas, ou seja, tudo o que entrou e saiu da sua conta corrente, de onde veio e para onde foi, em ordem cronológica.
Quem tem conta corrente sabe como é importante conferir sempre o extrato bancário, pois este é o veículo fornecido pelo banco para o controle dos clientes. Através do extrato você pode conferir quais cheques já caíram ou foram depositados, e o que é mais importante, se todas as transações foram feitas por você mesmo.